# Nezávislý odborový svaz Policie České republiky
Nezávislý odborový svaz Policie České republiky (NOS PČR) je česká odborová organizace sdružující příslušníky a zaměstnance bezpečnostních sborů, ale také Ministerstva vnitra, Ministerstva spravedlnosti a organizačních složek státu zřízených k plnění jejich úkolů. NOS PČR dále sdružuje také bývalé členy v tzv. členství veterán, např. veterán Policie ČR. Celkový počet členů dosahoval v roce 2020 dvaceti tisíc.
NOS PČR je nejstarší odborovou organizací příslušníků a zaměstnanců Policie České republiky, založenou v roce 1990 jako přímý nástupce poválečného Odborového svazu pracovníků bezpečnostních a ozbrojených složek, jenž musel v sedmdesátých letech na základě politického rozhodnutí ukončit svoji činnost.

## Působnost
NOS PČR působí v rámci celé ČR zejména prostřednictvím základních organizací, kterých bylo v roce 2020 více než 110.
Zástupci základních organizací, rad, výborů a předsednictva jednají v místě své působnosti se zástupci bezpečnostních sborů, příslušných ministerstev a vlády ve prospěch zastupovaných příslušníků a zaměstnanců, přičemž chrání jejich práva a oprávněné zájmy, zejména usilují o navýšení finančních prostředků na platy a zabezpečení výkonu služby či práce. Také jednají se zákonodárci, podporují legislativu, zlepšující podmínky pro výkon služby či práce a staví se proti snižování jistot a nároků příslušníků, a to i po ukončení služby.
Podílí se na pořádání demonstrací na podporu svých požadavků, tu největší proti škrtům na platech ve veřejné sféře v září 2010 uspořádal svaz spolu s Odborovým svazem hasičů, a to za účasti více než 45 000 demonstrantů.
Pořádá či spolupořádá veřejné sbírky na podporu členů i dalších příslušníků a zaměstnanců či jejich rodin, které se vlivem tragické události dostanou do tíživé životní situace. Podporuje další formy pomoci, poskytuje pojištění ne nemoc či úraz a pojištění na škodu způsobenou zaměstnavateli.
Při ochraně práv příslušníků či zaměstnanců poskytuje členům právní pomoc, obrací se na soudy v případě nezákonných rozhodnutí či s požadavkem na zrušení sporných právních předpisů.

## Spolupráce
NOS PČR spolupracuje s tuzemskými odborovými organizacemi, včetně Českomoravská konfederace odborových svazů (ČMKOS), jehož byl členem do konce roku 2012. Spolupracuje také se středoevropskými i západoevropskými zahraničními odborovými organizacemi, jako je například bavorský Gewerkschaft der Polizei. Do roku 2019 byl NOS PČR členem evropské odborové policejní konfederace The European Confederation of Police (EuroCOP).
NOS PČR je spoluzakladatel a významný podporovatel Nadace policistů a hasičů, která od 21. 12. 2002 pomáhá vdovám a sirotkům po policistech a hasičích, kteří zahynuli při výkonu služby a která také pečuje o těžce tělesně postižené bývalé policisty a hasiče, kteří utrpěli úraz při výkonu služby,
NOS PČR je spoluzakladatel tzv. V4 policejních odborových organizací která vznikla dnem 16. 6. 2017 v Bratislavě podpisem Prohlášení o vzniku Visegradské skupiny mezi odborovými organizacemi Odborový zväz polície v Slovenskej republike, Niezależny Samorządny Związek Zawodowy Policjantów (Polsko), Független Rendőr Szakszervezet (Maďarsko) a Nezávislým odborovým svazem Policie České republiky.
NOS PČR je zakladatelem Sekce policejní veterán při Nezávislém odborovém svazu Policie České republiky, na jehož tradice navazuje Veterán Policie České republiky z.s., který v roce 2007 vznikl z oddělené části této sekce.

## Odznaky členů NOS PČR a policejních veteránů

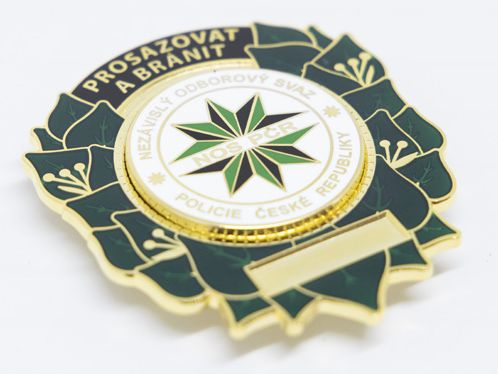
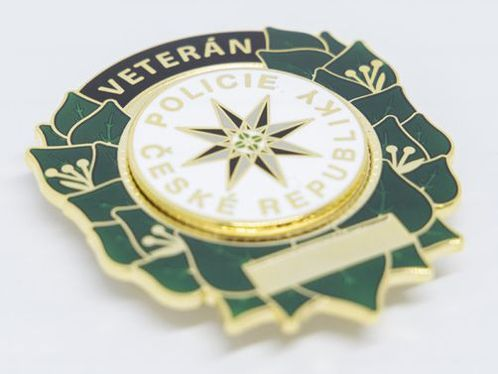
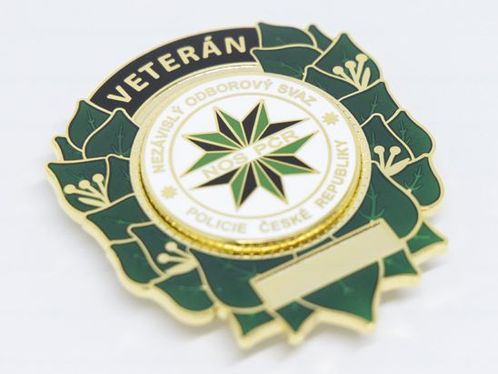
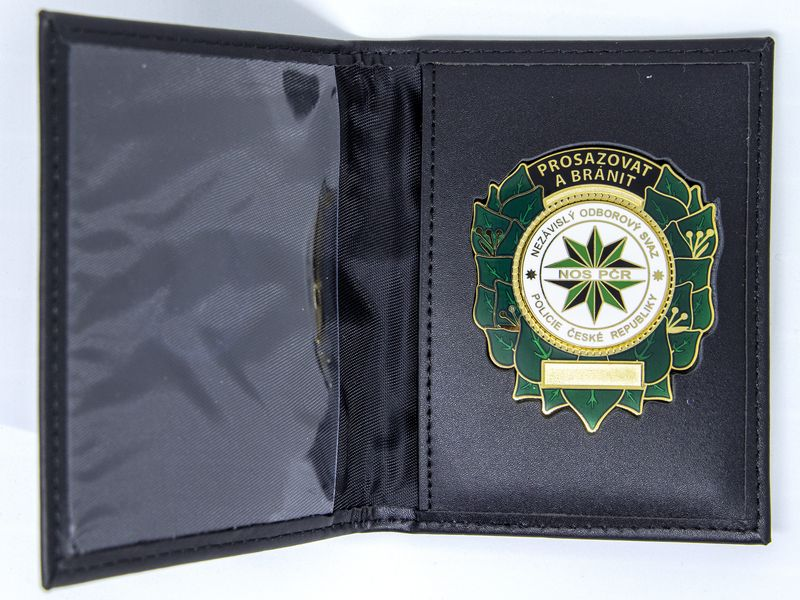
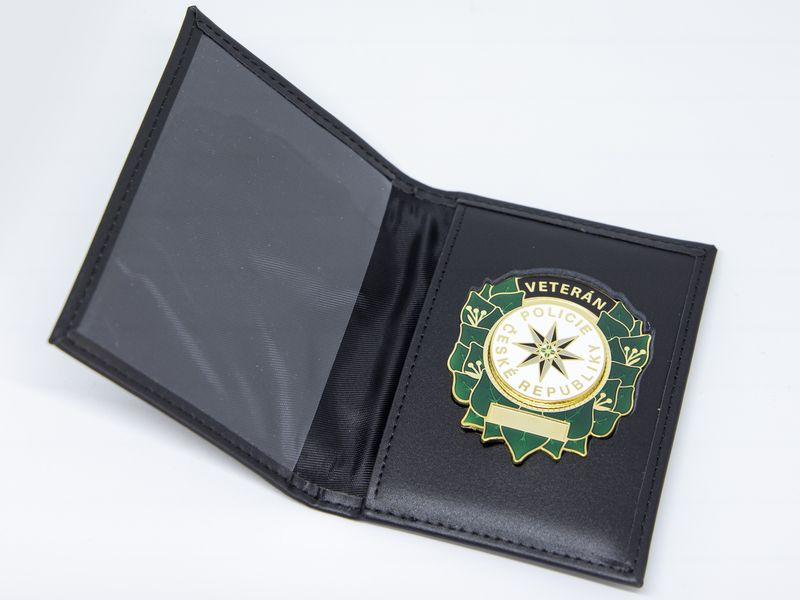
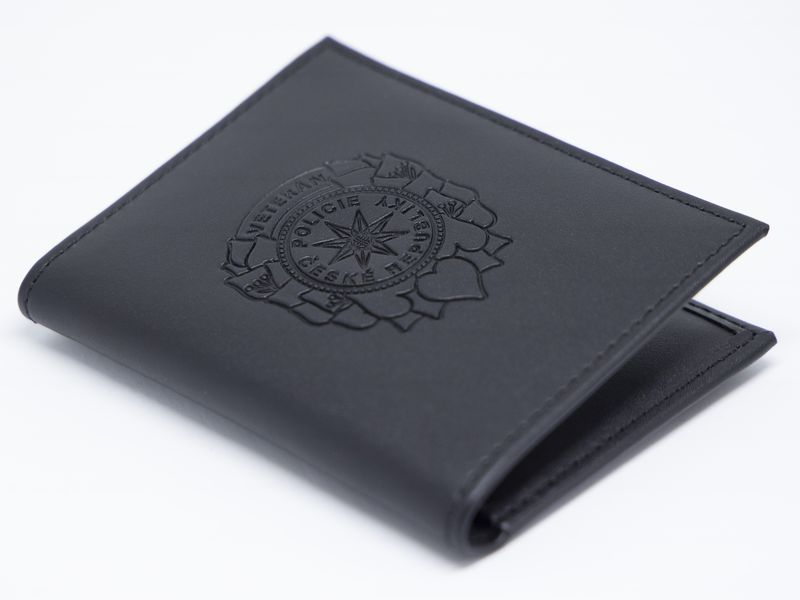

## Průkazy členů NOS PČR a policejních veteránů

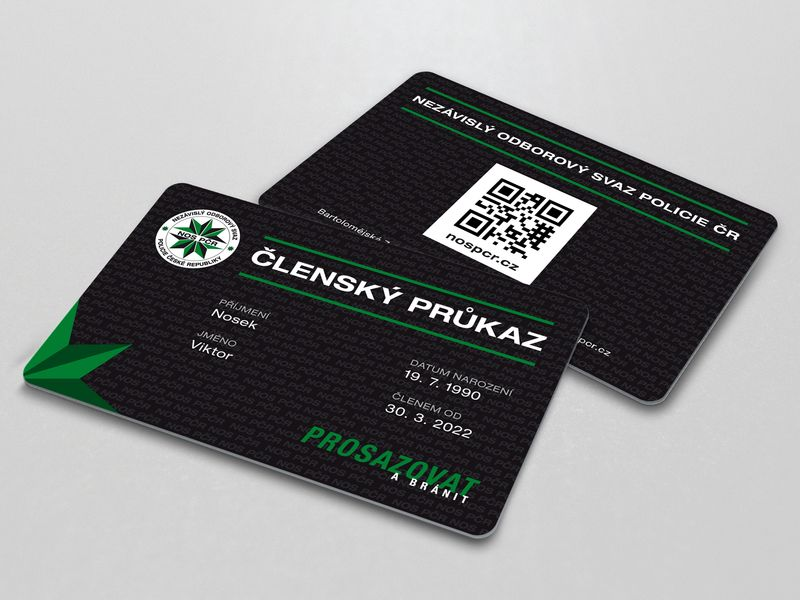
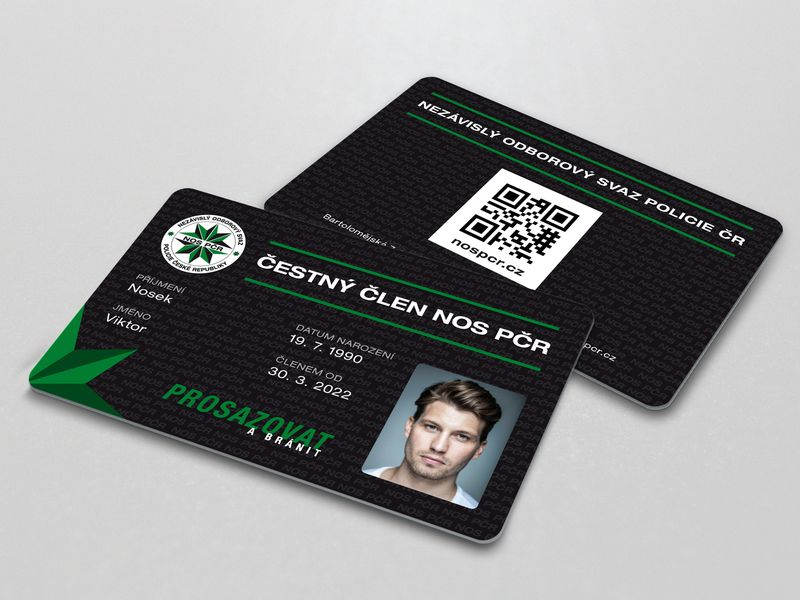
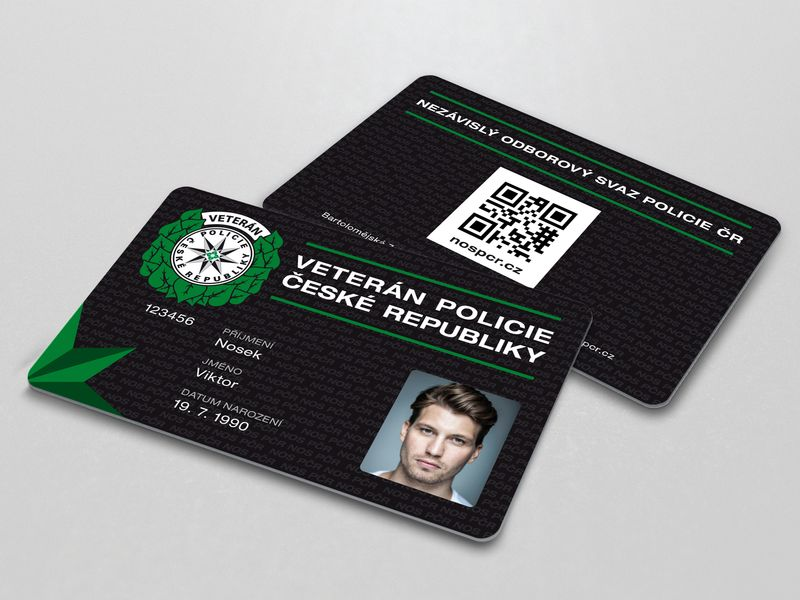
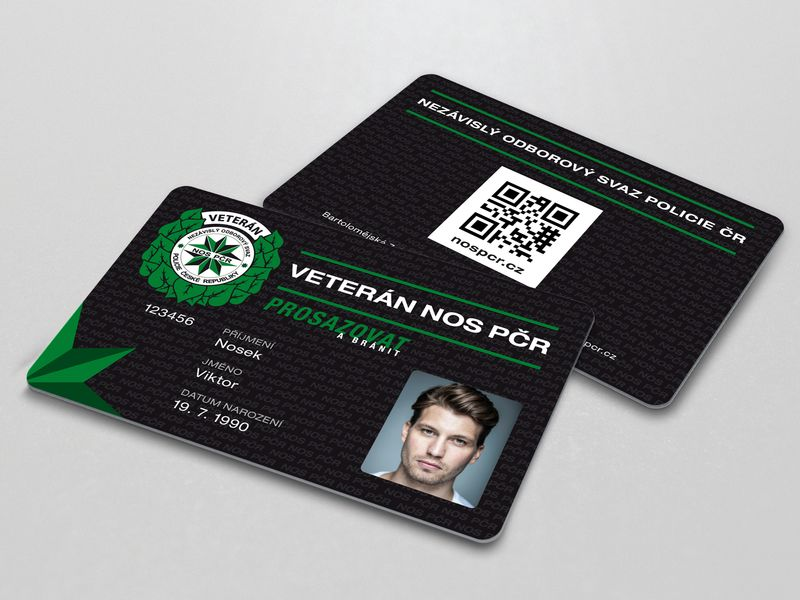

## Další znaky a loga používaná v NOS PČR

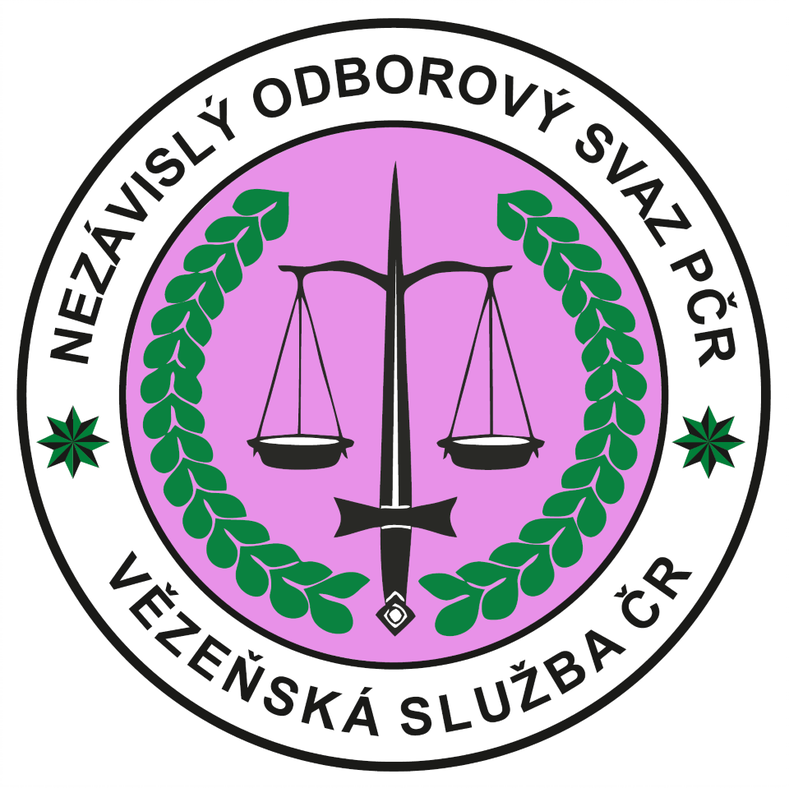
Vězeňská služba v NOS PČR
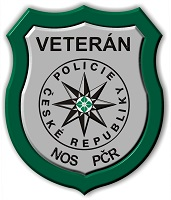
Policejní veterán v NOS PČR - staré logo
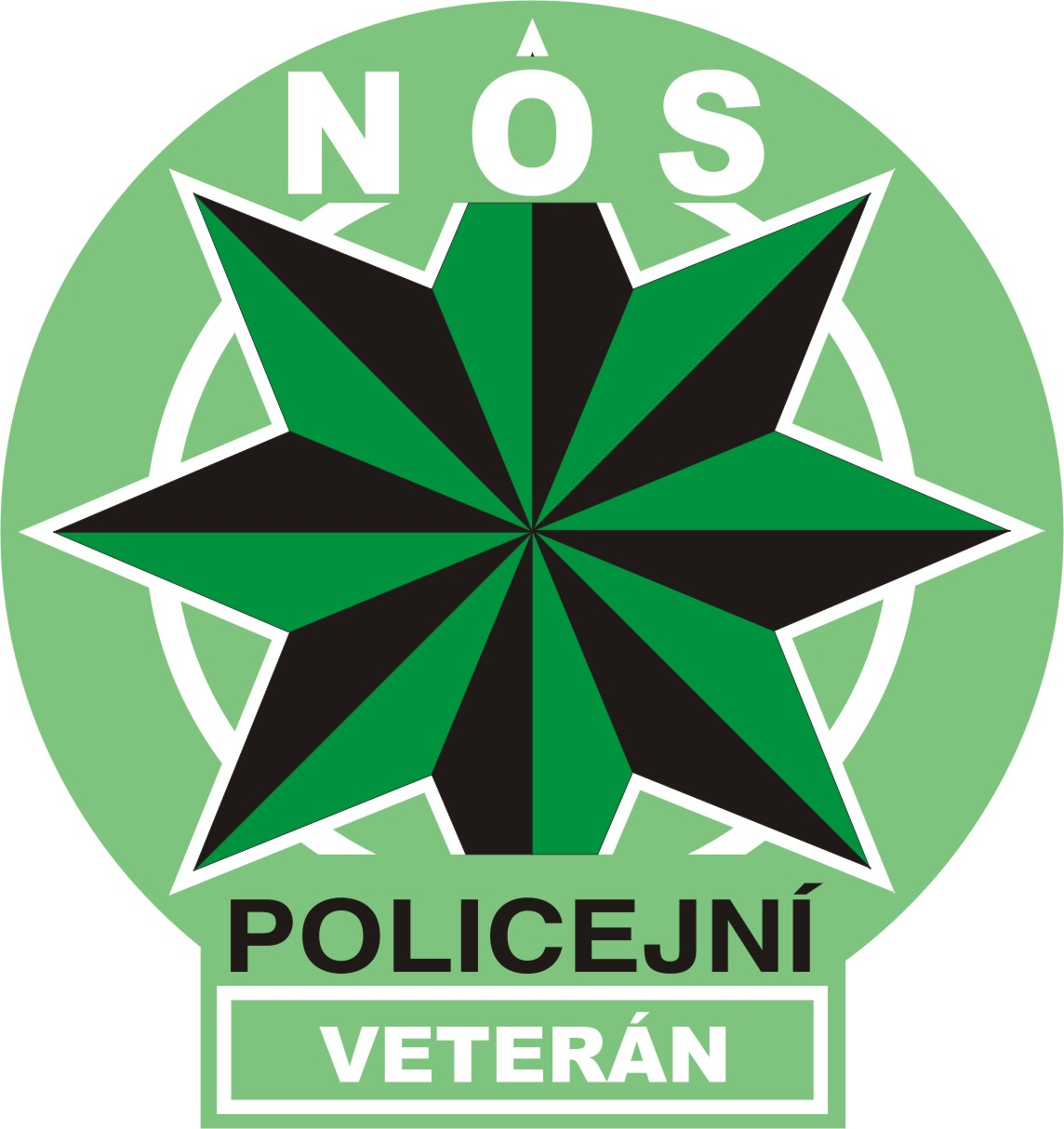
Policejní veterán v NOS PČR - původní logo

## Prezentace
NOS PČR prezentuje své názory, postoje a činnost ve vnitřních členských informačních systémech, a navenek pak prostřednictvím svazových webových stránek a sociálních sítích, v rozhlasových, televizních, on-line i tištěných médiích.
Do roku 2012 vydával NOS PČR tištěné noviny "Naše policie".